# برنت سكوت
برنت سكوت (بالإنجليزية: Brent Scott)‏ مواليد 15 يونيو 1971 في جاكسون، هو مدرب كرة سلة أمريكي ولاعب سابق. بدأ مسيرته الاحترافية في سنة 1993. يبلغ طوله 6 قدم 10 بوصة (2.1 م). اعتزل اللعب في 2007.

## المسيرة الاحترافية
لعب مع إنديانا بايسرز في موسم 1996–1997، ثم لعب مع ساسكي باسكونيا في الدوري الإسباني في موسم 1997–1998، ثم لعب مع فيولا ريدجو كالابريا في الدوري الإيطالي في موسم 1998–1999، ثم لعب مع ريال مدريد لكرة السلة في الدوري الإسباني في موسم 1999–2000، ثم لعب مع فيولا ريدجو كالابريا في الدوري الإيطالي في موسم 2000–2001.

## روابط خارجية
- برنت سكوت على موقع الاتحاد الدولي لكرة السلة (الإنجليزية)
- برنت سكوت على موقع الدوري الأوروبي لكرة السلة (الإنجليزية)
- برنت سكوت على موقع إن بي أي (الإنجليزية)
- برنت سكوت على موقع سبورتس رفرنس (الإنجليزية)
- برنت سكوت على موقع الدوري الإسباني لكرة السلة (الإسبانية)
- برنت سكوت على موقع كلية كرة السلة في سبورتس رفرنس.كوم (الإنجليزية)
- برنت سكوت على موقع ريلجم (الإنجليزية)
- برنت سكوت على موقع بروبوليرز (الإنجليزية)
- برنت سكوت على موقع سبورتس رفرنس (الإنجليزية)